# Mouth & MacNeal

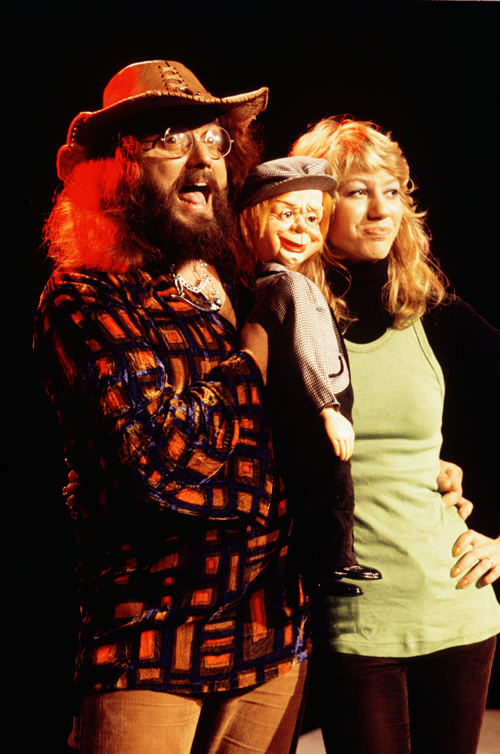
Mouth & MacNeal 1971

Mouth & MacNeal var en nederländsk popduo bestående av Mouth (född Willem Dyun, 31 mars 1937; död 4 december 2004) och Maggie MacNeal (f. Sjoukje van't Spijker, 5 maj 1950) som bildades i Haarlem 1971.
De skivdebuterade med "Hey you love" som blev en stor hit i Sverige i Mac & Katie Kissoons version. Uppföljaren "How do you do" blev en topp-10 hit på Billboardlistan.
1972 nådde de Tio i topps förstaplats med "Hello-A", men sedan var det tyst om dem tills den representerade Nederländerna i Eurovision Song Contest 1974 med låten "I see a star" som trots visst favoritskap "bara" blev trea bakom Abba och Gigliola Cinquetti. Låten blev dock en stor hit, både i Storbritannien och i Sverige, där de ånyo kom att toppa Tio i topp.
Duon upplöstes dock 1974, och Mouth bildade duon Big Mouth & Little Eva som fick en hit på Poporamas Heta högen. Senare gjorde han solokarriär, men dog i en hjärtattack 2004.
Maggie MacNeal gjorde solokarriär efter Mouth & MacNeal, och representerade Nederländerna i Eurovision Song Contest 1980 med "Amsterdam". Ironiskt nog arrangerades tävlingen i Haag.